# Грей, Джон Эдуард
Джон Эдуард Грей (англ. John Edward Gray; 12 февраля 1800, Уолсолл — 7 марта 1875, Лондон) — британский зоолог. По собственному утверждению, первый филателист в мире.

## Биография
Джон Эдуард Грей родился в семье известного фармаколога и ботаника Сэмюэла Фредерика Грея (1766—1828) и был старшим братом зоолога Джорджа Роберта Грея (1808—1872).
Джон Грей занимался сначала медициной, потом ботаникой. Вместе с отцом он издал в 1821 году «The Natural Arrangement of British Plants» («Классификация британских растений»), в основание которого положена естественная система классификации. Но после того, как он не набрал необходимого числа голосов при выборах в Лондонское Линнеевское общество, его интерес к ботанике в значительной степени угас и он сосредоточился на зоологии.

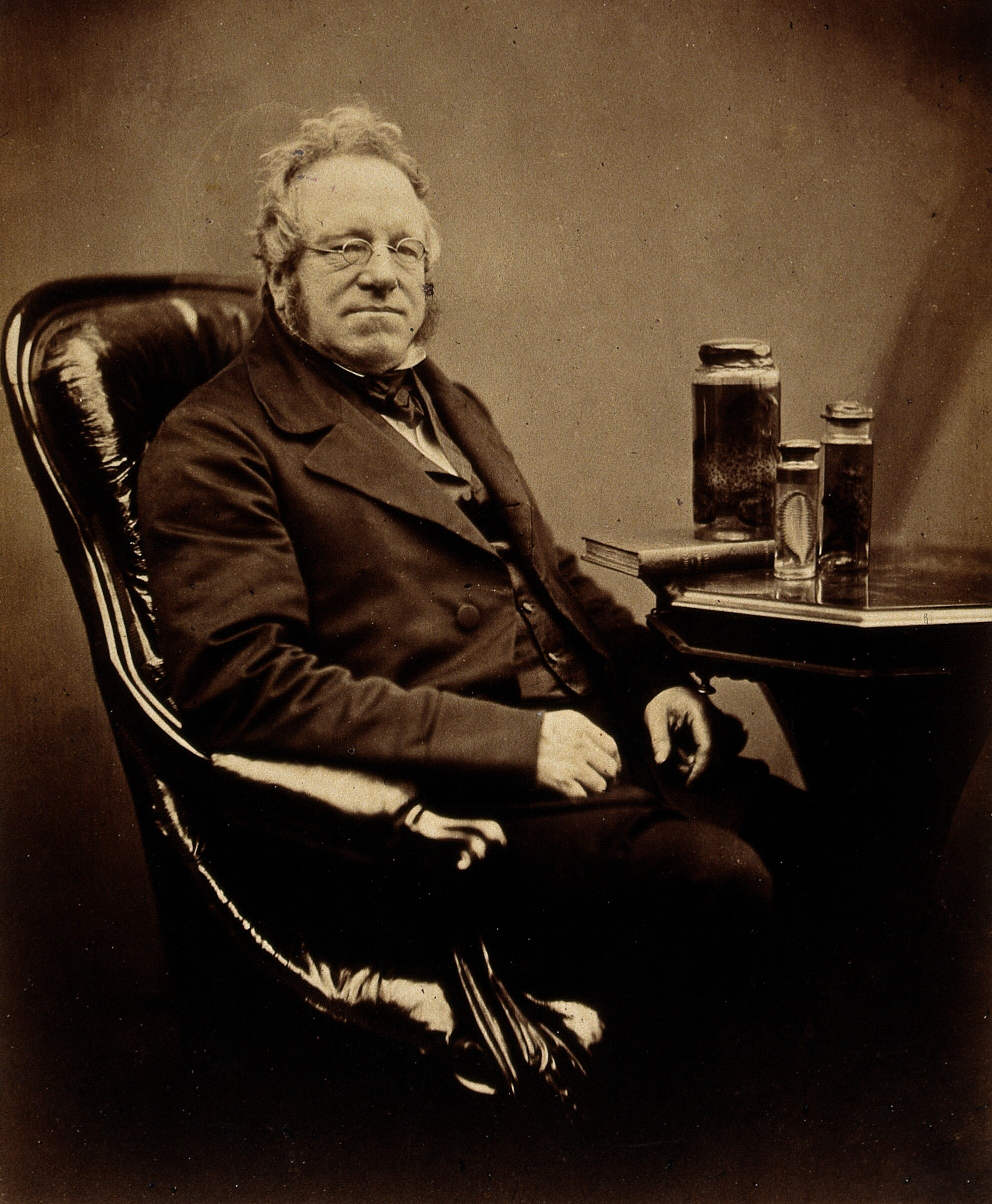

Стал ассистентом при естественноисторическом отделении Британского музея, потом (в 1824 году) консерватором зоологического отделения, где помогал Джону Джорджу Чилдрену в каталогизации коллекции рептилий. В 1840 году он сменил Чилдрена на должности куратора. Джон Грей был куратором отделения зоологии в Британском музее Лондона с 1840 года до Рождества 1874 года. Опубликовал несколько каталогов музейной коллекции, которые содержали подробные сведения о группах животных, а также описания новых видов, улучшил и дополнил зоологическую коллекцию, которая стала одной из лучших в мире.

### Вклад в почту и филателию

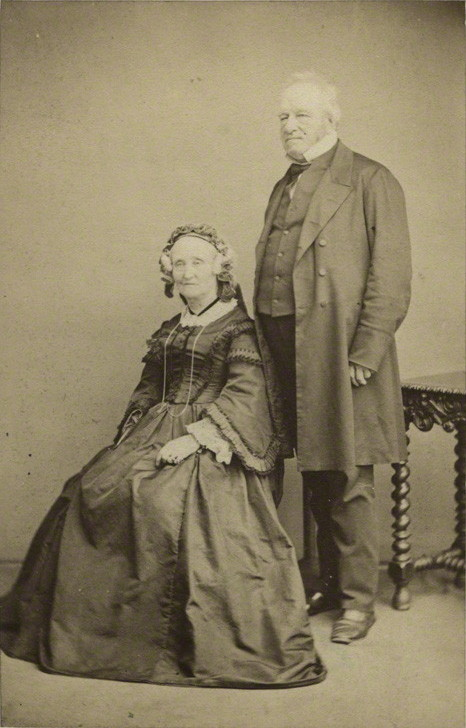
Грей и его жена Мария Эмма в 1863 г.

По некоторым данным, Джон Эдуард Грей первым подал мысль о преобразовании внутренней почты в Англии.
Джон Грей также интересовался собиранием почтовых марок. Он утверждал о самом себе, что является первым филателистом мира, причём собирать марки — гербовые марки и фискальные марки — он начал раньше, чем появились первые почтовые марки.
6 мая 1840 года, в день поступления в обращение первых в мире почтовых марок, Джон купил себе в Великобритании квартблок этих марок с намерением собирать их.
Грей интересовался почтовыми марками всего мира. В 1861 году им был издан первый предшественник сегодняшних каталогов почтовых марок под названием «Hand Catalogue of Postage Stamps».
Наряду с ним, изобретение каталога почтовых марок приписывают также страсбургскому книготорговцу Оскару Берже-Левро. Тогда этот почтовый каталог марок ещё не был предназначен для общественности. Позже появилась иллюстрированная и улучшенная версия Альфреда Потике, которая стала общедоступной и поступила в широкую продажу.

## Память и наследие
В честь Джона Грея назван один из видов жёлтых цапель — Ardeola grayii (индийская жёлтая цапля), а также вид морских млекопитающих.
За свой вклад в развитие филателии Джон Грей был удостоен чести быть упомянутым в качестве одного из «отцов филателии» в «Списке выдающихся филателистов».

## Избранные труды

### По биологии
В течение службы при Британском музее Грей издал ряд каталогов-коллекций музея, включая:
- Gray J. E., Hardwicke T. Illustrations of Indian Zoology. — 1830—1835.
- Gray J. E. The Zoological Miscellany. To Be Continued Occasionally. — London: Treuttel, Wurtz and Co., 1831.
- Gray J. E. The Zoology of Captain Beechy’s Voyage. — 1839.
- Gray J. E. The Zoology of the Voyage of H. M. Ship Sulphur. — 1843.
- Gray J. E. The Zoology of the Voyage of H. M. Ships Erebus and Terror. — 1844.
- Gray J. E. Catalog of Shield Reptiles. — 1855 and 1870.
- Gray J. E. Handbook of British water-weeds or Algae. — 1864.

Кроме того, им опубликованы ряд статей по зоологии:
- Gray J. E. A list and description of some species of shells not taken notice of by Lamarck (continued) // Annals of Philosophy. — 1825. — Vol. 9. — No. 2. — P. 407—415.
- Gray J. E. Figures of Molluscous Animals Selected from Various Authors: Etched for the Use of Students by M. E. Gray. — London: Longman, Brown, Green & Longmans, 1850. — Vol. 4. — iv + 219 pp.
- Gray J. E. A list of genera of Recent Mollusca, their synonyma and types // Proceedings of the Zoological Society of London. — 1847. — Vol. 15. — P. 129—182.
- Gray J. E. On the arrangement of the land pulmoniferous Mollusca into families // Annals and Magazine of Natural History. — 1860. — Serie 3. — Vol. 6. — P. 267—269.

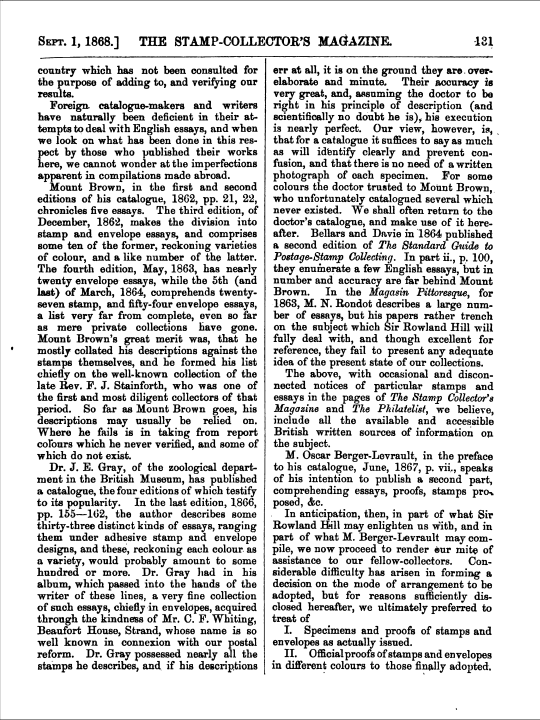
Страница из филателистического журнала «The Stamp-Collector’s Magazine» (Лондон, 1868) с описанием ранних каталогов марок Джона Грея (1866) и Оскара Берже-Левро (1867)

### Издания каталогов марок
- Gray J. E. A Hand Catalogue of Postage Stamps: For the Use of Collectors. — London: R. Hardwicke, 1862. — xvi + 54 p. (англ.) (Дата обращения: 21 апреля 2016)
- Gray J. E. A New and Complete Set of Postage-stamp Album Titles, Geographically Arranged by Dr. J. E. Gray. — London: E. Marlborough and Co., 1863. — 64 p. (англ.) (Дата обращения: 15 июля 2010)
- Gray J. E. The Illustrated Catalogue of Postage Stamps: For the Use of Collectors. — 3rd edn. — London: E. Marlborough & Co., 1865. — 95 p. (англ.) (Дата обращения: 15 июля 2010)
- Gray J. E. The Illustrated Catalogue of Postage Stamps: For the Use of Collectors / Revised and corrected by O. Taylor. — 5th edn. — London: E. Marlborough & Co., 1870. — 210 p. (англ.) (Дата обращения: 15 июля 2010)
- Gray J. E. The Illustrated Catalogue of Postage Stamps: For the Use of Collectors / Revised and corrected by O. Taylor. — 6th edn. — London: E. Marlborough & Co., 1875. — xvi + 523 p. (англ.) (Дата обращения: 15 июля 2010)
- Gray J. E. The Illustrated Catalogue of Postage Stamps: For the Use of Collectors (1875) / Revised and corrected by O. Taylor. — 6th edn. — London: Kessinger Publishing, LLC, 2008. — 548 p. — ISBN 1-4368-2558-X, 9781436825580. (Репринт.) (англ.) (Дата обращения: 15 июля 2010)